# Ильин день
Ильи́н день (болг. и макед. Илинден, серб. Илиндан, осет. Уацилла) — церковный день памяти пророка Илии и традиционный народный праздник у восточных и южных славян, греков, грузин и некоторых других народов, принявших православие. Отмечается 20 июля (2 августа).
У православных Илья-пророк принадлежит к самым почитаемым святым, наряду с Николаем Чудотворцем.

## Дата праздника
Римско-католическая церковь отмечает память пророка Илии 16 февраля (в числе других пророков).
Православные церкви отмечают память пророка Илии 2 августа или 20 июля по старому стилю.
В Древневосточных православных церквях память пророка Илии празднуется как 20 июля, так и в другие дни. В средневековых Минологиях (агиографических сборниках житий святых) фигурируют даты: 3(4) апреля, 6-й день месяца тобе (1 янв.). В Коптской православной церкви как день памяти пророка Илии утвердилось 6 тобе. В Армянской Апостольской Церкви память Илии — 1-е воскресенье после Пятидесятницы.
В некоторых православных календарях IX—XI веков день памяти пророка Илии приходился на 7 августа, то есть на следующий день после праздника Преображения Господня, что связано с его явлением вместе с пророком Моисеем во время этого евангельского события.

## Возникновение праздника
День пророка Илии отмечают жители окрестностей горы Кармель — христиане, иудеи и мусульмане, которые почитают эту гору «святым местом» — на ней, согласно Священному Писанию, он скрывался, молился и победил жрецов Ваала.
Власть пророка Илии над дождём и засухой признавалась в Греции и на Ближнем Востоке, где зародился его крестьянский культ. Эти представления связаны со свидетельствами Библии:

И сказал Илия [пророк], Фесви́тянин, из жителей Галаадских, Ахаву: жив Господь Бог Израилев, пред Которым я стою! в сии годы не будет ни росы, ни дождя, разве только по моему слову.
— 3Цар. 17:1

Вот, земледелец ждёт драгоценного плода от земли и для него терпит долго, пока получит дождь ранний и поздний… Илия был человек, подобный нам, и молитвою помолился, чтобы не было дождя: и не было дождя на землю три года и шесть месяцев. И опять помолился: и небо дало дождь, и земля произрастила плод свой.
— Иак. 5:7 и след.
20 июля (2 августа) 968 года Лиутпранд Кремонский наблюдал в Константинополе театральные представления (мистерии) по случаю Дня огненного вознесения пророка Илии. Пышные празднования с участием императора и патриарха были установлены веком ранее Василием I Македонянином, особо чтившим пророка. По мнению С. А. Иванова, в его же правление (867—886 годы) была построена киевская церковь Илии-пророка «на ручае» — первый христианский храм на Руси, которым пользовались крещёные варяги и где они клялись соблюдать русско-византийский договор 944 года. По альтернативной версии, поскольку в других источниках этот храм не упоминается, речь скорее всего идёт о константинопольской «Новой церкви» (греч. Νέα Ἐκκλησία) в Большом дворце, где среди прочих реликвий хранилась часть ми́лоти (овчинной накидки) пророка. Возможно, место клятвы было обусловлено тем, что произошло это в Ильин день 944 года, и император (как и крещёные варяги-русь, служившие его телохранителями) участвовал там в торжествах.
По мнению некоторых исследователей, до принятия Русью христианства отмечался Перунов день, который затем стал называться Ильин день, вобрав многие дохристианские традиции. Образ Ильи-пророка, благодаря сходству функций, органично заменил громовержца Перуна, почитавшегося, по свидетельству Прокопия Кесарийского, ещё древними славянами. Представления о том, что Илья ездит по небу на колеснице, гремит и пускает молнии, преследуя нечисть, не являются эксклюзивно славянскими. Об их широком бытовании ещё среди византийцев свидетельствует «Житие Андрея Юродивого», написанное не позднее X века. А. Н. Веселовский приводит мнение греческого исследователя Николая Полита, согласно которому на святого перешли некоторые черты Зевса (которому тоже поклонялись на горных вершинах) и Гелиоса (благодаря омонимии, наличию огненной колесницы и др.), хотя сам критикует последнюю точку зрения.

## У славян

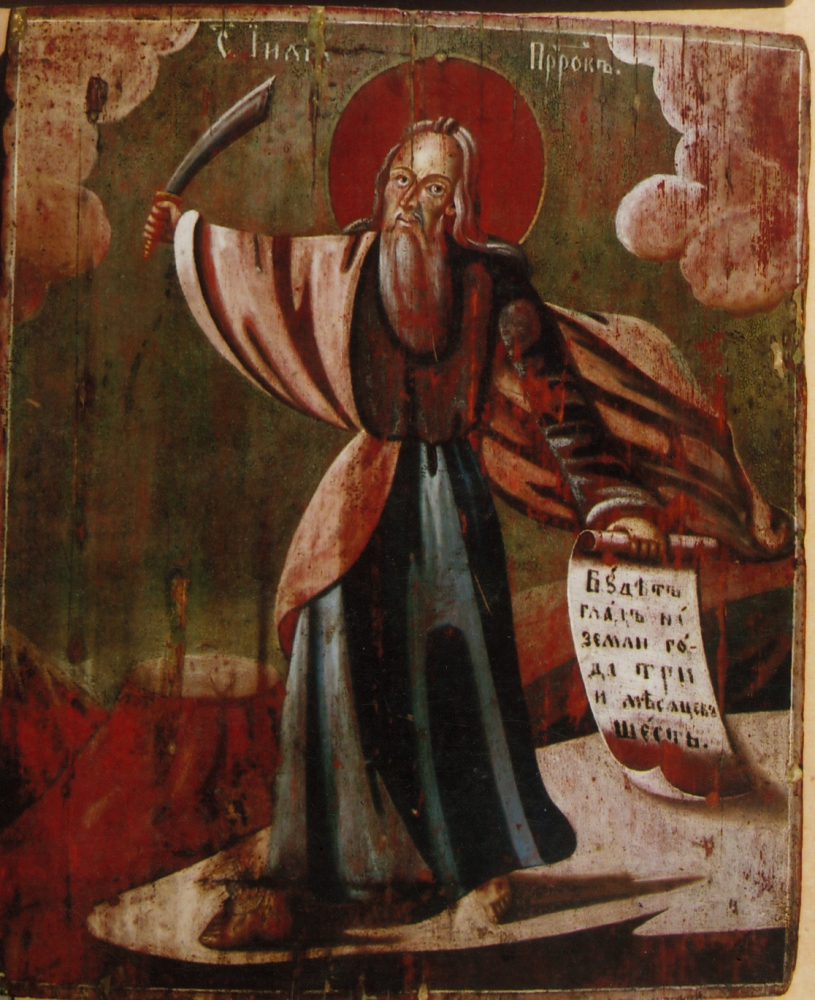
«Илья Пророк грозящий». XIX в. Россия.

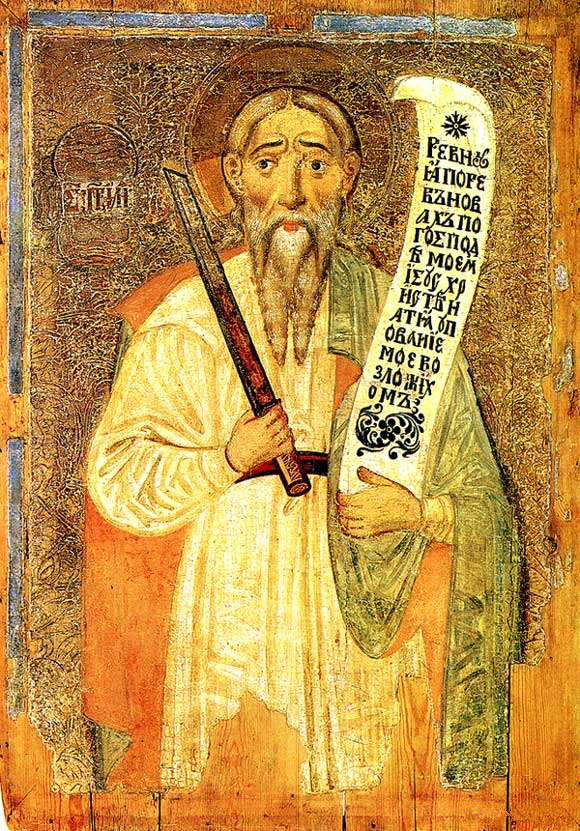
Икона «Святой Илья с мечом». 1668". 1668

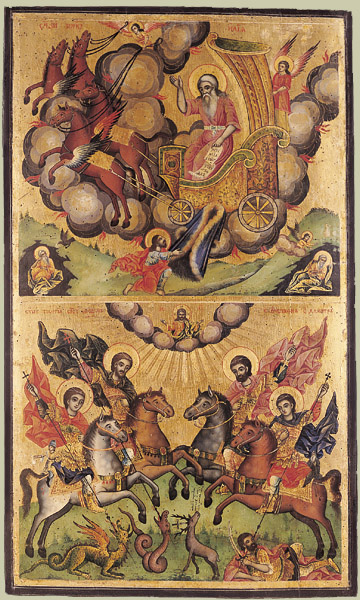
Пророк Илья. Святые Георгий Победоносец, Феодор Тирон, Феодор Стратилат, Димитрий Солунский. Болгария. 1856

### Названия дня
рус. Ильин день, День памяти Ильи-пророка, Громобой, Держатель гроз, Громовержец, Сухой и мокрый, Морковник, Богатые соты, Бараний рог, Илья-грозный, Илья немилостивый, Илья сердитый, Илья наделящий, Ильюшечка, Ильюшка, Ильинская, Купальня; бел. Святая Ілля, Ілля-прарок, Ілля, Аля, Галляш; укр. Iлля, Громове свято; серб. св. Илија, Илиjа громовник, Илиндан; болг. Св. Илия, Гръмовник, Гръмоломник, Гръмодол, Аталия ден, Свети Илия гърмовник; пол. Święty Eliasz; чеш. Svatý Eliáš.

### Образ святого

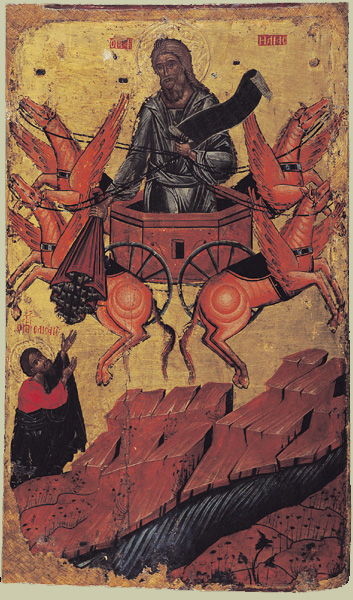
Изображение пророка Ильи, сходное с античными изображениями Аполлона

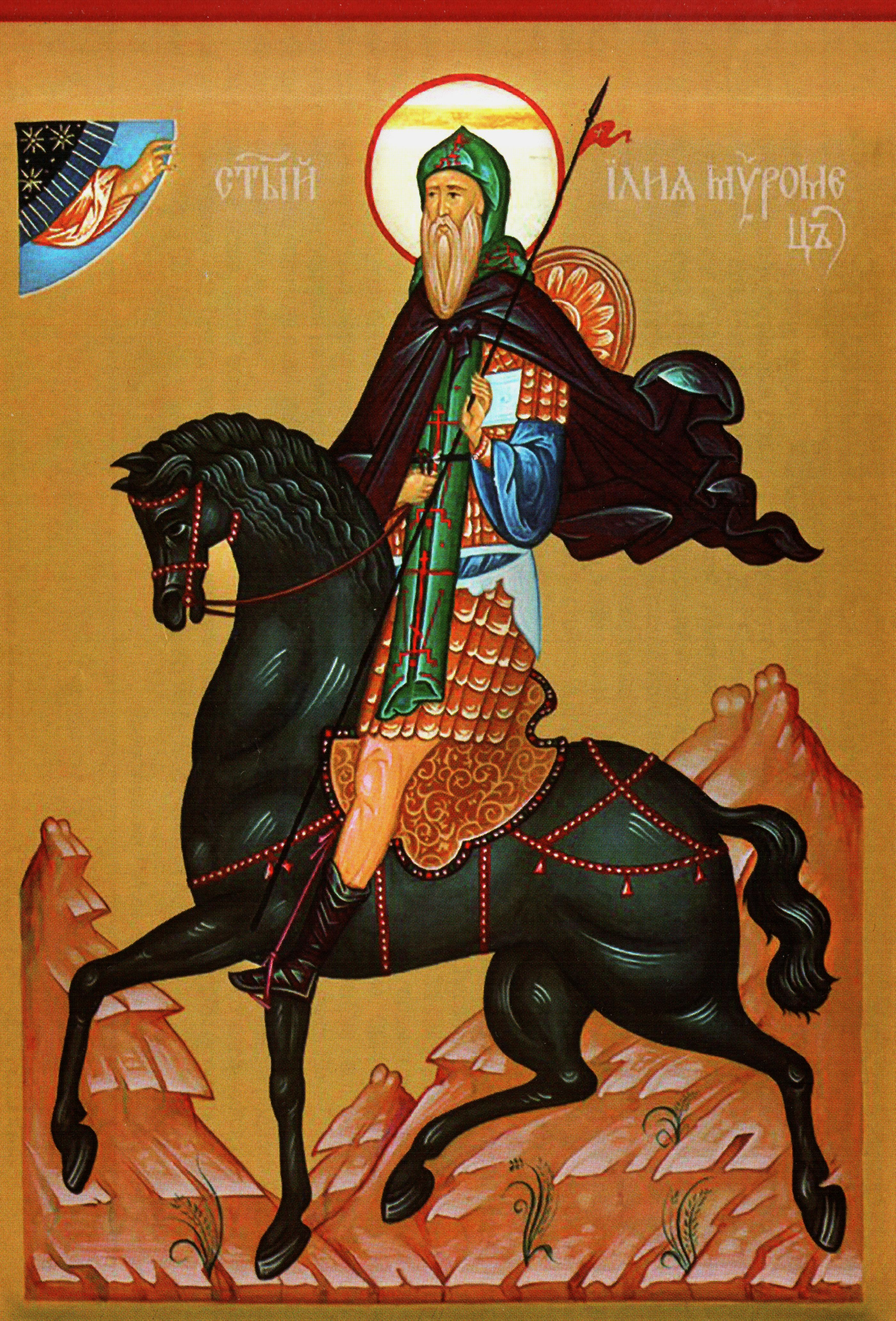
«Святы́й Илия Муромец». Русская икона конца XIX века.

Пророк Илья в славянской народной традиции — повелитель грома, небесного огня, дождя, покровитель урожая и плодородия. Илья — «грозный святой».
Согласно славянским народным легендам, опирающимся на книжную (библейскую, богомильскую) традицию, Илья был взят живым на небо. До 33 лет Илья сидел сиднем и был исцелён и наделён огромной силой ходившим по земле Богом и Николаем Чудотворцем (ср. Богатырь), после чего был вознесён на небо (орлов.), ср. былинный сюжет об Илье Муромце. Святой ездит по небу на огненной (золотой) колеснице. По украинским поверьям, солнце — колесо от колесницы Ильи-пророка, Млечный путь — дорога, по которой ездит пророк, запряжённой огненными (белыми, крылатыми) конями (в.-слав.), или на белом коне (болг.), отчего и происходит гром. Зимой Илья ездит на санях, поэтому грозы и грома не бывает (орлов.). Сила Ильи-громовержца столь велика, что её приходится сдерживать: Бог возложил на голову Ильи камень в 40 десятин (орлов.), сковал ему одну руку и ногу (карпат.); сестра Ильи Огненная Мария скрывает от него день его праздника, иначе он от радости побьёт молниями весь свет (серб.); у св. Ильи есть только левая рука; если бы он имел обе руки, то перебил бы всех дьяволов на земле (банатские геры). Перед концом света Илья спустится на землю и три раза объедет свет, предупреждая о Страшном Суде (орлов.); явится на землю умирать или примет мученическую смерть через отсечение головы на шкуре огромного вола, который пасётся на семи горах и выпивает семь рек воды; пролившаяся при этом кровь пророка сожжёт землю (карпат.). По легенде из Галиции, конец света наступит, когда Илья «так впалит громами, що земля росипитси i спалитси»; ср. русский духовный стих «О Страшном Суде», в вариантах которого святой выступает в роли исполнителя воли Господа, карающего грешный человеческий род.
У русских нередко встречается смешение Ильи Муромца с Ильёй-пророком. Смешение это произошло и на предполагаемой эпической родине Ильи Муромца, в представлении крестьян села Карачарово (близ Мурома), причём в рассказах этих крестьян связь Ильи Муромца с Киевом и князем Владимиром вовсе отсутствует.

### Традиции дня
Ильин день — один из крупнейших и особо почитаемых общерусских народных праздников.
В отличие от многих других крупных праздников, в Ильин день не совершалось сколь бы то ни было значительных обрядов; в то же время к нему приурочено множество верований, мифологических представлений, календарных и хозяйственных примет, запретов и т. п.
Отмечать этот праздник начинали ещё с его кануна — особое значение придавалось четвергу и пятнице на неделе, предваряющей праздник перед Ильиным днём, когда в некоторых местностях пекли обрядовое печенье, или с Мари́ны лазо́ревой, когда переставали заниматься полевыми работами. Кроме того, накануне Ильина дня предпринимали разнообразные меры предосторожности, чтобы защитить свой дом, хозяйство и посевы от ливня, града или молнии. В Ильин день была категорически запрещена любая работа, так как считалось, что она не принесёт никакого результата и может разгневать Илью-пророка, который жестоко наказывал за непочтительное отношение к своему празднику. Существовал обычай оставлять последний сноп «Илье на бороду».
Одним из наиболее заметных событий дня была братчина, или «мольба» — коллективная трапеза, объединявшая жителей соседних сёл и связанная с жертвенным закланием животного «Илье». Основными организаторами и участниками братчины выступали мужчины. Заканчивались подобные братчины гуляньями молодёжи: играми, хороводами, песнями и плясками. В южных регионах данная традиция была мало распространена, встречаются единичные упоминания о «коллективном обеде на реке».
Ильин день считался календарной границей лета («Илья лето кончает»), когда в природе появлялись первые признаки осени и изменение в поведение зверей и птиц, меняется погода: «До Ильина дня и под кустом солнце сушит, а после Ильина дня и на пустоши роса не обсыхает». Болгары в Страндже говорили, что в этот день Илья надевает первый из своих 7 кожухов и поворачивается в сторону зимы, а в России считалось, что «на Илью до обеда лето, а после обеда осень». В южных областях европейской части России «наиболее широко известен запрет на купание в этот день» и после него. Считалось что Илья меняет воду, делая её холодной, а искупавшийся мог утонуть или заболеть. В некоторых представлениях вместо Ильи выступал олень, который переступал через водный поток или обмокал в него копыто, либо одна из лошадей Ильи теряла подкову, остужая воду. По другим поверьям, святой мочеиспускается в нее в этот день.
Считалось, что в ночь на Илью бывает «воробьиная» или «рябиновая» ночь, когда всю ночь сверкают молнии и раздаются оглушительные раскаты грома, а испуганные птицы мечутся и натыкаются на разные предметы.
В народном календаре отмечали не только день Ильи, но Ильинскую пятницу. В Вологодской губернии большое значение отводили также четвергу на Ильинской неделе, который называли «баским», то есть красивым, и отмечали приготовлением особого обрядового пирога с саламатой.
В славянской народной традиции Илья — повелитель грома, небесного огня, дождя, покровитель урожая и плодородия. Илья — «грозный святой». У славян считалось что в день Ильи вся нечистая сила, спасаясь от огненных стрел святого, обращается в различных зверей — зайцев, лисиц, волков, кошек, собак и других животных, поэтому тех из них, которые относились к категории домашних, пускать в дом было нельзя, чтобы Илья не спалил избу.
А. Н. Веселовский указывает на схожесть греческих обычаев дня Ильи-пророка («Ильи Громовника») и германо-славянских обычаев Иванова дня.

### Поговорки и приметы
- Илья лето кончает, жито зажинает[31].
- На Илью до обеда — лето, после обеда — осень[31].
- До Ильи мужик купается, а с Ильи с водой прощается[51].
- До Ильи поп дождя не умолит, после Ильина дня баба фартуком нагонит[31].
- Коли на Вознесенье был дождь, то Илья будет с грозой[51].
- Пётр и Павел час убавил, а Илья пророк два уволок[52].

## У других народов
На Ильин день (коми-перм. Илля лун) у коми-пермяков было принято кататься на лошадях (так как считалось, что тот ездит на колеснице, запряжённой вороными конями, во время грозы). Также в Ильин день не выгоняли скот на пастбище, поскольку считалось, что хищные звери получают в этот день от Ильи-пророка право делать всё, что они захотят. Во многих коми-зырянских и коми-пермяцких селениях, как и у славян, существовал обычай забоя скота с жертвованием части мяса церкви, и совместной трапезы на берегу реки. После Ильина дня снимался запрет играть на народных духовых инструментах. С этого дня разрешалось собирать лесные ягоды, начинали убирать хлеб.
Важное значение Ильин день имел и у оленеводов, у северных коми-зырян и ненцев, могли устраиваться гонки на оленьих упряжках, готовился праздничный обед. После завершения праздника оленеводы начинали понемногу двигаться в район зимних пастбищ вблизи своих селений.
В Греции день памяти пророка Ильи 20 июля совпал с пиком июльской жары, когда поклонялись «приносящему дождь» Зевсу на вершинах гор (чей образ вместе с Гелиосом и Фебом повлияли на народные представление об Илье). В ряде регионов Греции (особенно на Пелопоннесе) вечером в канун праздника разжигали костры, девушки гадали о женихах, совершались и другие обряды. По свидетельствам XVIII века, греки в Ильин день взбирались на гору святого Илии (греч. Αγιολιάς) — высочайшую вершину хребта Тайгет — и с наступлением вечера разводили там костры, в которые бросали ладан. Увидев их, окрестные жители поджигали ворохи сена и соломы, плясали вокруг них и прыгали через огонь.
Пророк Илья на осетинском языке называется Уацилла. У осетин праздник в честь «Уацилла» носил земледельческий характер и отмечался в понедельник третьей недели после Пятидесятницы.